# Kowrowo (Kaliningrad)
Kowrowo (russisch Коврово, deutsch Nautzau, litauisch Naucava) ist ein Ort in der russischen Oblast Kaliningrad. Er liegt im Rajon Selenogradsk und gehört zur kommunalen Selbstverwaltungseinheit Stadtkreis Selenogradsk.

## Geographische Lage
Kowrowo liegt 20 Kilometer nordwestlich der Oblasthauptstadt Kaliningrad (Königsberg) und zehn Kilometer südwestlich der Kreisstadt Selenogradsk (Cranz) an der russischen Fernstraße A 192 (ehemalige deutsche Reichsstraße 128), auf die innerorts die Fernstraße von Kaliningrad über Petrowo (Zielkeim) nach Selenogradsk trifft. Am Nordrand des Ortes ist die Anschlussstelle des Primorskoje Kolzo (Küstenautobahnring), über den eine günstige Verbindung ins westliche Samland und zum östlich gelegenen Flughafen Kaliningrad unweit von Chrabrowo (Powunden) besteht.
Die nächste Bahnstation ist Roschtschino (Grünhoff) an der Bahnstrecke Kaliningrad–Pionerski (Königsberg–Neukuhren).

## Geschichte
Das Gut Nautzau gehörte bis 1928 zum Gutsbezirk Grünhoff und danach zur Landgemeinde Grünhoff. Bemerkenswert für Nautzau war die Existenz einer Ziegelei, deren Betrieb überregionale Bedeutung hatte. Über die Muttergemeinde Grünhoff gehörte Nautzau zwischen 1874 und 1945 zum Amtsbezirk Grünhoff im Landkreis Fischhausen, ab 1939 Landkreis Samland, im Regierungsbezirk Königsberg der preußischen Provinz Ostpreußen.
Infolge des Zweiten Weltkrieges kam Nautzau zur Sowjetunion und erhielt 1947 die russische Bezeichnung „Kowrowo“. Gleichzeitig wurde der Ort in den Dorfsowjet Cholmski selski Sowet im Rajon Primorsk eingeordnet. Seit 1959 gehörte Kowrowo zum Wischnjowski selski Sowet und wurde etwa 1985 dessen Verwaltungssitz. Nachdem nach dem Zerfall der Sowjetunion aus dem Dorfsowjet ein Dorfbezirk geworden war, wurde Kowrowo um 2000 auch dessen Namensträger. Im Jahr 2005 oder 2006 wurde Kowrowo Sitz einer Landgemeinde. Seit deren Auflösung im Jahr 2015 gehört der Ort zum Stadtkreis Selenogradsk.

### Kowrowskoje selskoje posselenije 2005–2015

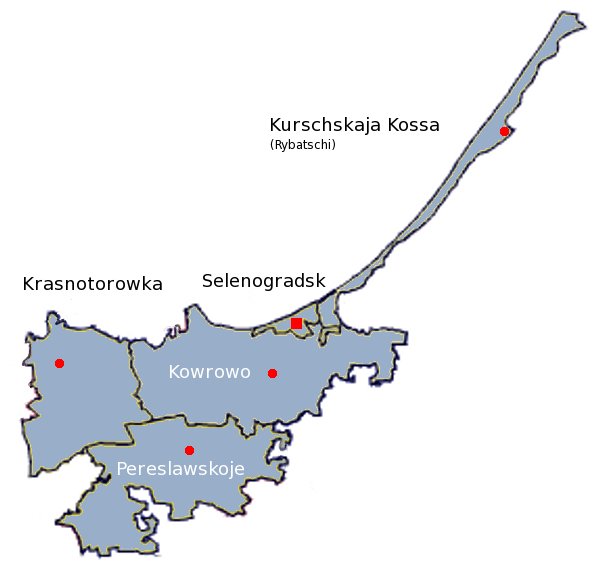
Die Lage der ehemaligen Landgemeinde Kowrowskoje selskoje posselenije im Nordosten des Rajons Selenogradsk

Die Landgemeinde Kowrowskoje selskoje posselenije (ru. Ковровское сельское поселение) wurde im Jahr 2005 eingerichtet. Ihr gehörten 53 jeweils „Siedlung“ (russisch: possjolok) genannte Ortschaften an, die vorher zu den Dorfbezirken Kowrowski selski okrug, Muromski selski okrug und Romanowski selski okrug gehört hatten und in denen laut der Volkszählung von 2010 7.847 Einwohner lebten. Im Jahr 2015 wurde die Landgemeinde aufgelöst und deren Orte in den neu gebildeten Stadtkreis Selenogradsk eingegliedert.
| Ortsname                     | deutscher Name |  | Ortsname                        | deutscher Name       |  | Ortsname                    | deutscher Name |
| ---------------------------- | -------------- |  | ------------------------------- | -------------------- |  | --------------------------- | -------------- |
| Alexandrowka (Александровка) | Posselau       |  | Krasnoflotskoje (Краснофлтское) | Korben               |  | Rogatschowo (Рогачёво)      | Lopsienen      |
| Aralskoje (Аральское)        | zu Posselau    |  | Kudrinka (Кудринка)             | Backeln              |  | Romanowo (Романово)         | Pobethen       |
| Besymjanka (Безымянка)       | Nuskern        |  | Kulikowo (Куликово)             | Strobjehnen          |  | Roschtschino (Рощино)       | Grünhoff       |
| Cholmy (Холмы)               | Mülsen         |  | Ljotnoje (Лётное)               | Tenkieten            |  | Salskoje (Сальское)         | Sankt Lorenz   |
| Datschnoje (Дачное)          | Birkenberg     |  | Lugowskoje (Луговское)          | Lobitten             |  | Saostrowje (Заостровье)     | Rantau         |
| Dubrowka (Дубровка)          | Regehnen       |  | Luschki (Лужки)                 | Kiauten              |  | Schirokopolje (Широкополье) | Roppen         |
| Fjodorowo (Фёдорово)         | Maldaiten      |  | Melnikowo (Мельниково)          | Rudau                |  | Schumnoje (Шумное)          | Schupöhnen     |
| Geroiskoje (Геройское)       | Goythenen      |  | Mochowoje (Моховое)             | Wiskiauten           |  | Seljony Gai (Зелёиый Гай)   | Groß Drebnau   |
| Gorbatowka (Горбатовка)      | Nortycken      |  | Molotschnoje (Молочное)         | Klein Drebnau        |  | Sirenewo (Сиренево)         | Eisselbitten   |
| Gorkowskoje (Горьковское)    | Watzum         |  | Muromskoje (Муромское)          | Laptau               |  | Sokolniki (Сокольники)      | Weischkitten   |
| Irkutskoje (Иркутское)       | Plöstwehnen    |  | Nadeschdino (Надеждино)         | Twergaiten           |  | Swetlowo (Светлово)         |                |
| Iskrowo (Искрово)            | Ringels        |  | Nisowka (Низовка)               | Nadrau               |  | Swjaginzewo (Звягинцево)    | Waschke        |
| Kalinowo (Калиново)          | Tolklauken     |  | Nowoselskoje (Новосельское)     | Willkeim             |  | Wassilkowo (Васильково)     | Kirschnehnen   |
| Kamenka (Каменка)            | Michelau       |  | Obuchowo (Обухово)              | Lixeiden             |  | Werbnoje (Вербное)          | Darienen       |
| Kaschtanowka (Каштановка)    | Mollehnen      |  | Olschanka (Ольшанка)            | Obrotten             |  | Werschinino (Вершинино)     | Pluttwinnen    |
| Kijewskoje (Киевское)        | Schmiedehnen   |  | Oserowo (Озерово)               | Tranßau und Gidauten |  | Wetkino (Веткино)           | Stapornen      |
| Kortschagino (Корчагино)     | Tiedtken       |  | Priwolnoje (Привольное)         | Gunthenen            |  | Wolnoje (Вольное)           | Schulstein     |
| Kowrowo (Коврово)            | Nautzau        |  | Rodniki (Родники)               | Radnicken            |  |                             |                |

## Kirche
Die Bevölkerung Nautzaus war vor 1945 überwiegend evangelischer Konfession und in das Kirchspiel Rudau (heute russisch: Melnikowo) eingepfarrt. Diese war Teil des Kirchenkreises Königsberg-Land II (nördlich des Pregel) innerhalb der Kirchenprovinz Ostpreußen der Kirche der Altpreußischen Union. Heute liegt Kowrowo im Einzugsbereich der in den 1990er Jahren neu entstandenen evangelisch-lutherischen Gemeinde in Selenogradsk (Cranz), einer Filialgemeinde der Auferstehungskirche in Kaliningrad (Königsberg) in der Propstei Kaliningrad der Evangelisch-lutherischen Kirche Europäisches Russland (ELKER).